# Hubbelrath

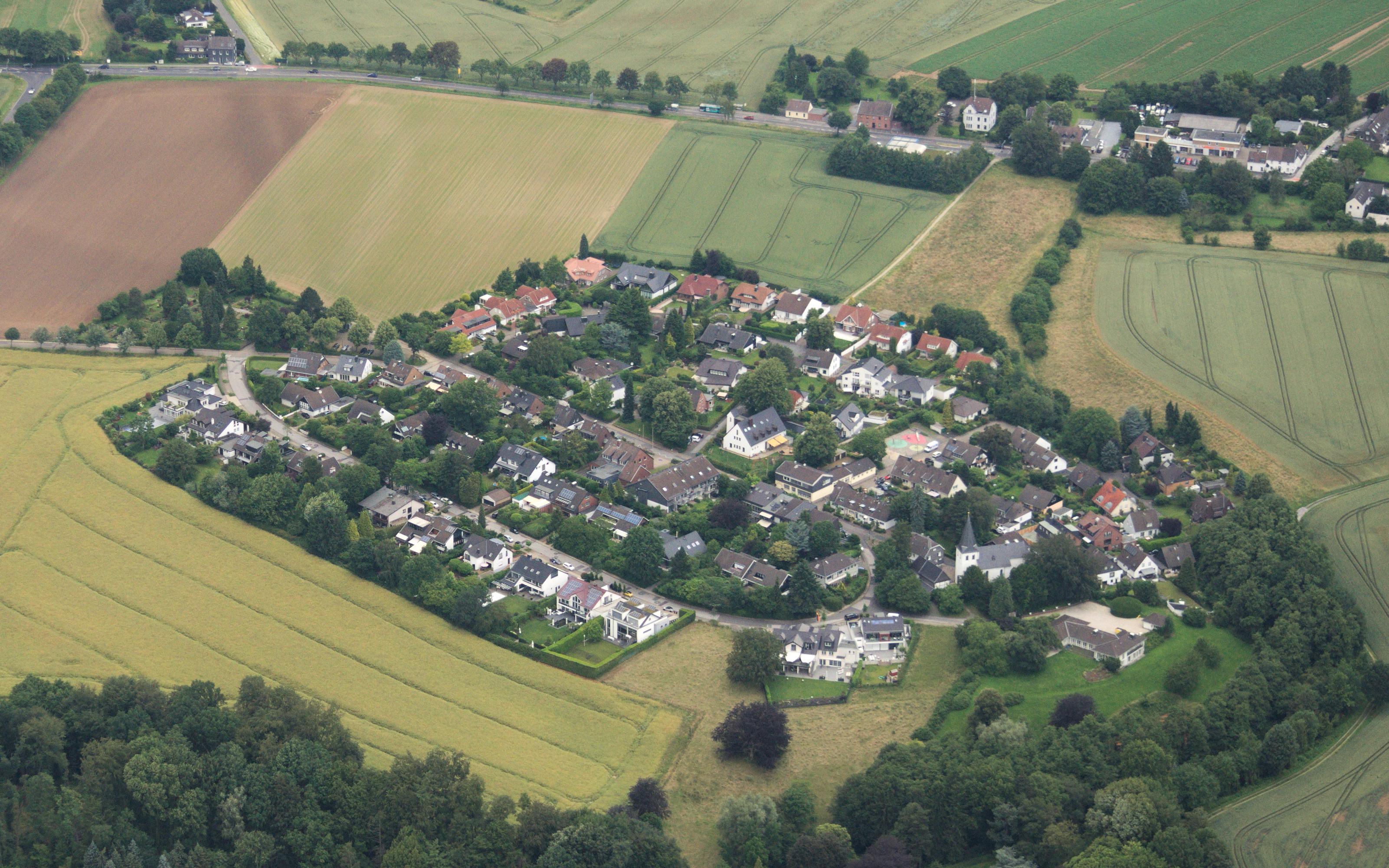
Düsseldorf-Hubbelrath

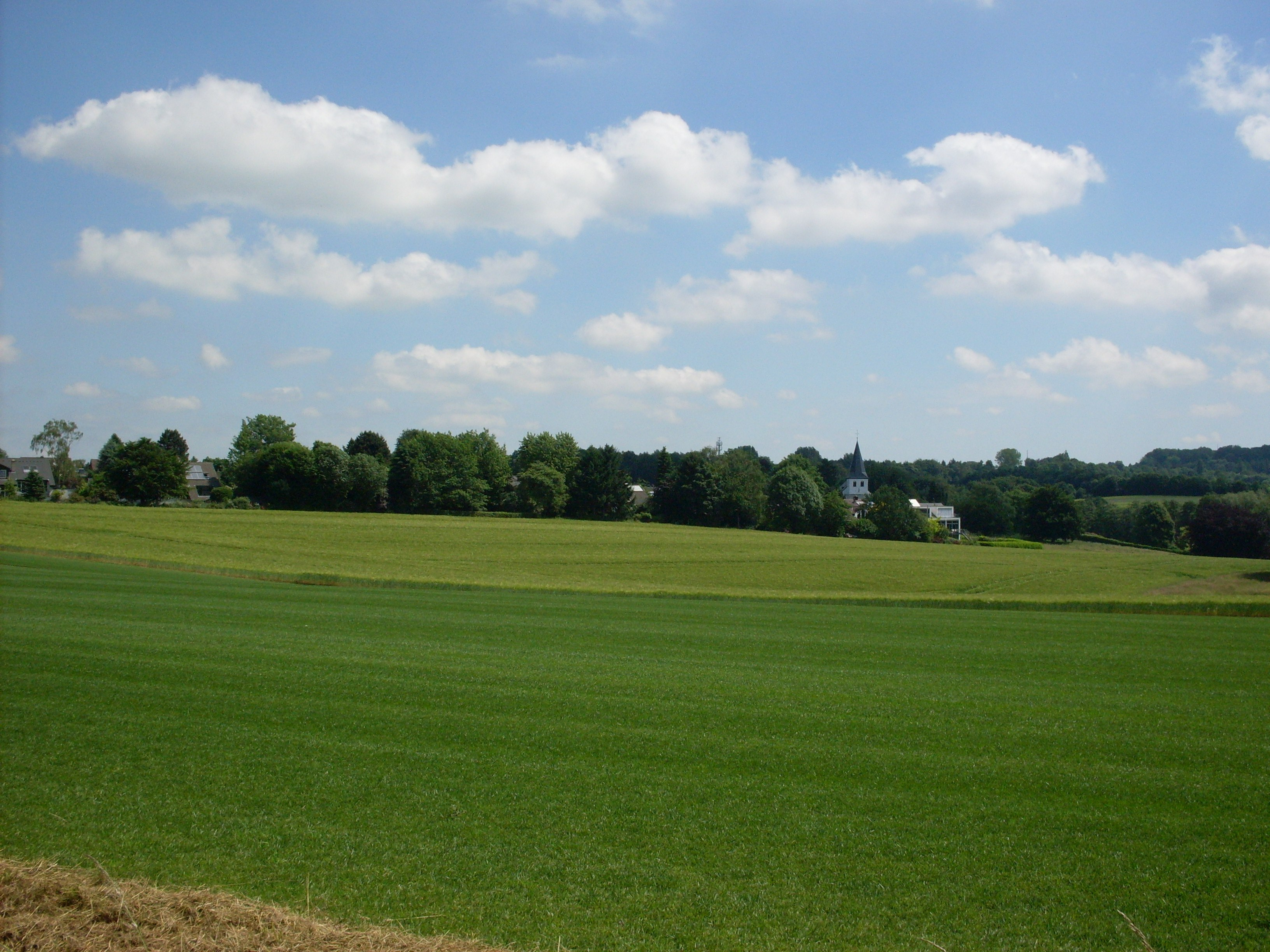
Blick auf das Dorf Hubbelrath

Hubbelrath ist ein ländlich geprägter Stadtteil von Düsseldorf und gehört zum Stadtbezirk 7 im Osten der Stadt.

## Geographie und Einwohnerzahlen
Hubbelrath liegt im Osten der Stadt Düsseldorf inmitten der Kulturlandschaft der Mettmanner Lösshochfläche und grenzt an Ratingen, Mettmann und Erkrath im Kreis Mettmann. Der Stadtteil hat eine Fläche von 13,01 km² und ist flächenmäßig der zweitgrößte Stadtteil Düsseldorfs.
Zum Stadtteil gehören unter anderem das Dorf Hubbelrath, die Siedlungsgebiete um den Stratenhof und um den Rotthäuser Weg, die Bergische Kaserne, die Zentraldeponie der Stadt Düsseldorf sowie die Natur- und Landschaftsschutzgebiete um das Rotthäuser und das Hubbelrather Bachtal.
Hubbelrath hat 1722 Einwohner (Stand 31. Dezember 2016) und ist einer der wohlhabendsten Stadtteile Düsseldorfs. Der jährliche Einkommensdurchschnitt liegt bei 77.662 Euro (Stand 31. Dezember 2007).

### Topologie
Auf Hubbelrather Gebiet (südlich der Golfplätze) liegt der 165 Meter hohe Sandberg. Er ist die höchste natürliche Erhebung Düsseldorfs. Unweit des Dorfes Hubbelrath entspringt der Hubbelrather Bach, der nach Süden bis Erkrath fließt und dort in die Düssel mündet. Rund 1,5 Kilometer weiter westlich liegt die Quelle des Rotthäuser Baches, der ebenfalls in südlicher Richtung zur Düssel fließt. Die Flächen nördlich der Bundesstraße 7, die auf Hubbelrather Gebiet nahezu identisch zur Wasserscheide zwischen Düssel und Schwarzbach verläuft, werden zum nach Westen fließenden Diepensiepener Bach, der auch den nordöstlichen Zipfel Hubbelraths durchquert, entwässert.

## Geschichte
Aus vorgeschichtlicher Zeit sind auf Hubbelrather Gebiet im Vergleich zu den umliegenden Gemeinden nur vergleichsweise wenige Funde bekannt. Nach bisherigen Erkenntnissen blieb das Gebiet bis ins 5. oder 6. Jahrhundert n. Chr. unbesiedelt. Erste Rodungen und Gründungen von Bauernhöfen werden in der Gegend auf das 8. Jahrhundert datiert. Der Ursprung des heutigen Ortes liegt in einem Hof, der nach dem mutmaßlich ersten Bewohner Hupoldesroth (Rodung des Hupoldes) genannt wurde. Dieser Name taucht erstmals in einer Urkunde vom 29. Mai 950 auf, in der der Kölner Erzbischof Wichfrid den Ort Hupoldesroth mit Herrenhof und Kapelle jeweils zur Hälfte dem Stift St. Ursula und dem Gerresheimer Kanonissinenstift schenkte. Das Patrozinium der hl. Cäcilia lässt auf einen Bau der Kapelle frühestens nach 822 schließen. Im 12. Jahrhundert wurde anstelle der Kapelle eine Kirche aus Stein, die heutige Katholische Kirche St. Cäcilia erbaut. 1668 erhielt der Ort erstmals eine Schule.

### Politische Zuordnung
Bis zum Ende des Jahres 1974 war Hubbelrath eine selbständige Gemeinde und bildete mit den ebenfalls eigenständigen Gemeinden Hasselbeck-Schwarzbach, Homberg-Meiersberg (seit 1975 zu Ratingen) und Metzkausen (seit 1975 zu Mettmann) das Amt Hubbelrath mit Verwaltungssitz in Metzkausen.
Durch das Düsseldorf-Gesetz wurden Hubbelrath und Teile von Hasselbeck-Schwarzbach mit Wirkung vom 1. Januar 1975 in die Stadt Düsseldorf eingemeindet. Hubbelrath gehört zusammen mit diesen Teilen der früheren Gemeinde Hasselbeck-Schwarzbach seither als Stadtteil Hubbelrath zum Düsseldorfer Stadtbezirk 7.
Seit 2014 gehört Knittkuhl nicht mehr zum Stadtteil Hubbelrath. Es wurde ein eigener Stadtteil von Düsseldorf.

## Siedlungen

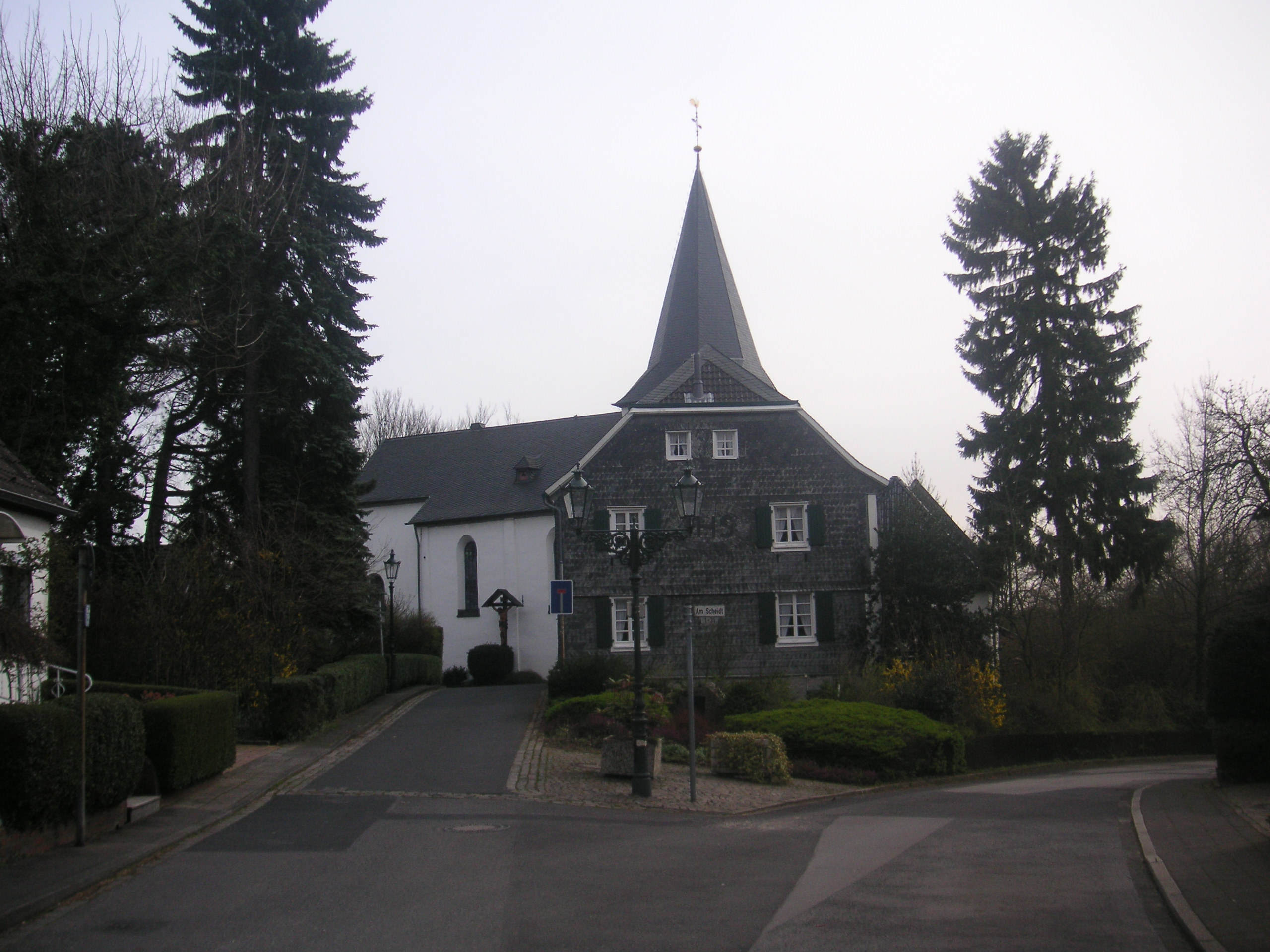
Dorfstraße in Hubbelrath mit Kirche im Hintergrund

### Dorf Hubbelrath
Unweit der Autobahn-Anschlussstelle Mettmann (Bundesautobahn 3) und der Bundesstraße 7 liegt ein Runddorf, das um den bereits im Jahre 950 als Hupoldesroth urkundlich erwähnten Herrenhof entstand. Das Dorf ist von Villen, Einfamilien- und Reihenhäusern geprägt, wobei der dörfliche Charakter erhalten blieb. Sehenswert ist die im romanischen Stil erbaute katholische Pfarrkirche St. Cäcilia. Ihr Turm stammt aus dem 12. Jahrhundert. Neben der Kirche ist von den älteren Gebäuden nur das gegenüberliegende Pfarrhaus erhalten geblieben. Von der ältesten Siedlung des Stadtteils geht ein reges Vereinsleben (Schützen, Freiwillige Feuerwehr) aus. Im Dorf befindet sich mit dem Friedhof Hubbelrath der kleinste Friedhof Düsseldorfs.

### Stratenhofsiedlung
Östlich der Bergischen Kaserne steht die Stratenhofsiedlung. Der schon im 14. Jahrhundert genannte Stratenhof war ein Lehnshof, der vom Stift Gerresheim vergeben wurde und der zugleich ein kurmüdiger und zinspflichtiger Hof war, der seine Leistungen an den Derner Hof in Gerresheim abführen musste. Der Stratenhof hatte abweichend von zahlreichen anderen Gütern, die zeitlich begrenzt verpachtet wurden, die besondere Eigenschaft, dass er ein Erbhof war. Heute steht um den Stratenhof eine aus Reihenhäusern und Bungalows bestehende Siedlung, die bis an die Bundesstraße 7 reicht. Ähnlich wie bei Knittkuhl waren die Häuser früher von Soldaten für die benachbarte Kaserne bewohnt.

### Siedlung Rotthäuser Weg/Sauerhof
Entlang des Abzweiges vom Rotthäuser Weg zum Sauerhof entstand zunächst ein Villenviertel. Nördlich davon wurden in den 1990er-Jahren Einfamilienhäuser gebaut. Die Siedlung gehört zu einer der teuersten Wohngegenden Düsseldorfs.

### Gut Bruchhausen
Unweit des Dorfes Hubbelrath im Hubbelrather Bachtal liegt der 1218 erstmals urkundlich erwähnte Stammsitz der Ritter von Broichhausen. Anfang des 18. Jahrhunderts war das Gut im Besitz der Familie des kurpfälzischen Etatsministers Lothar Friedrich von Hundheim. Das heute existierende Gebäude im Stil des sogenannten „rheinischen Spätbarocks“ wurde im 20. Jahrhundert für den Unternehmer Alfred Haniel erbaut. Die im Park stehende Stieleiche wurde 1679 gepflanzt und ist somit die älteste Eiche Düsseldorfs.

### Gut Mydlinghoven
Ritter Wilhelm von Haus zu Haus in Ratingen baute 1460 die am Hubbelrather Bach rund einen Kilometer südlich von Gut Bruchhausen gelegene Wassermühle zur Wasserburg aus. 1915 wurde sie zum Gestüt und Erholungshof für Grubenpferde ausgebaut. Heute beherbergt Mydlinghoven Wohnungen einer Genossenschaft die dort Cohousing als moderne Wohnform betreibt.

## Verkehr
Die Bundesstraße 7 durchquert auf einem Höhenzug Hubbelrath in West-Ost-Richtung und ist unweit des Dorfes Hubbelrath über die Anschlussstelle Mettmann an die Bundesautobahn 3 Köln–Oberhausen angebunden. Im öffentlichen Personennahverkehr wird Hubbelrath durch die Rheinbahn-Buslinien 733 (Knittkuhl–Gerresheim–Derendorf) und 738 (Mettmann–Gerresheim–Düsseldorf Hauptbahnhof) erschlossen.